# Berg Arbel
Der Berg Arbel (hebräisch הר ארבל Har Arbel‎) ist eine Erhebung am Westufer des Sees Genezareth in Migdal, Israel. Der Arbel liegt in der Peripherie des südöstlichen Gemeindegebiets.
Nach Flavius Josephus sollen sich Anhänger der Hasmonäer, die gegen Herodes kämpften, in Höhlen des Berges Arbel verschanzt haben und konnten erst durch das Abseilen von Soldaten besiegt werden.